# Matías Faber
Matías Faber Chevalier (Montevideo, 23 aprile 1999) è un calciatore uruguaiano, difensore del Villa Teresa.

## Caratteristiche tecniche
È un terzino sinistro.

## Carriera
Cresciuto nel settore giovanile del Danubio, ha debuttato in prima squadra il 17 agosto 2019 disputando l'incontro di Primera División Profesional perso 2-1 contro il Boston River. Il 13 gennaio 2020 è stato ceduto alla Juventud.